# Tres hermanas (Australia)
Las Tres Hermanas son una formación rocosa inusual en las Montañas Azules de Nueva Gales del Sur, Australia, en la escarpa norte del Valle Jamison. Están ubicadas cerca de la ciudad de Katoomba y son uno de los sitios más conocidos de las Montañas Azules, que se elevan sobre el valle de Jamison. Sus nombres son Meehni (922 m), Wimlah (918 m) y Gunnedoo (906 m).
La formación recibe más de 600.000 visitantes al año.

## Formación

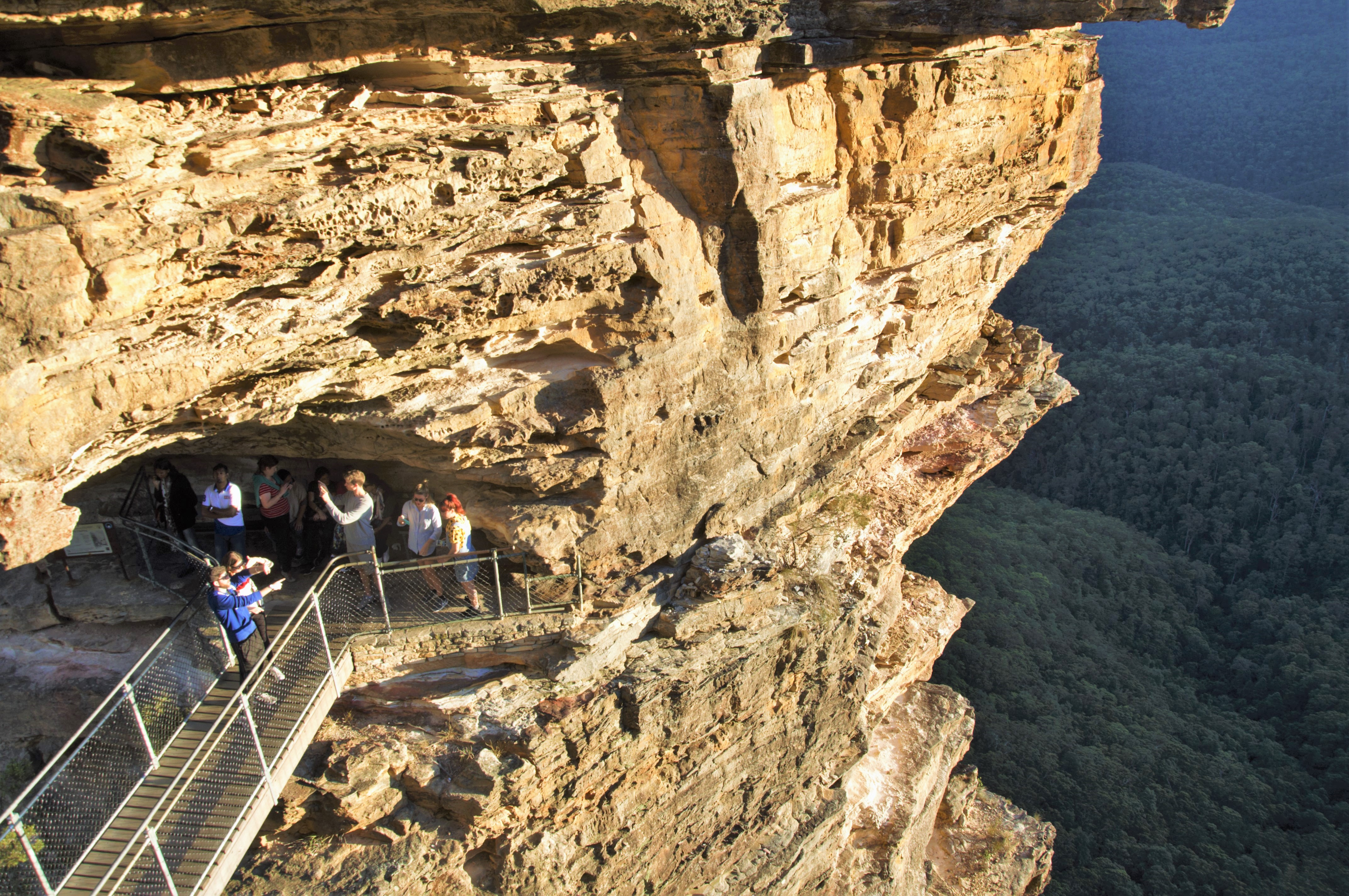
Una vista de la formación rocosa Las Tres Hermanas junto al Monte Solitario. Las secciones de color naranja/amarillo más claro indican roca fresca, expuesta por la erosión reciente.

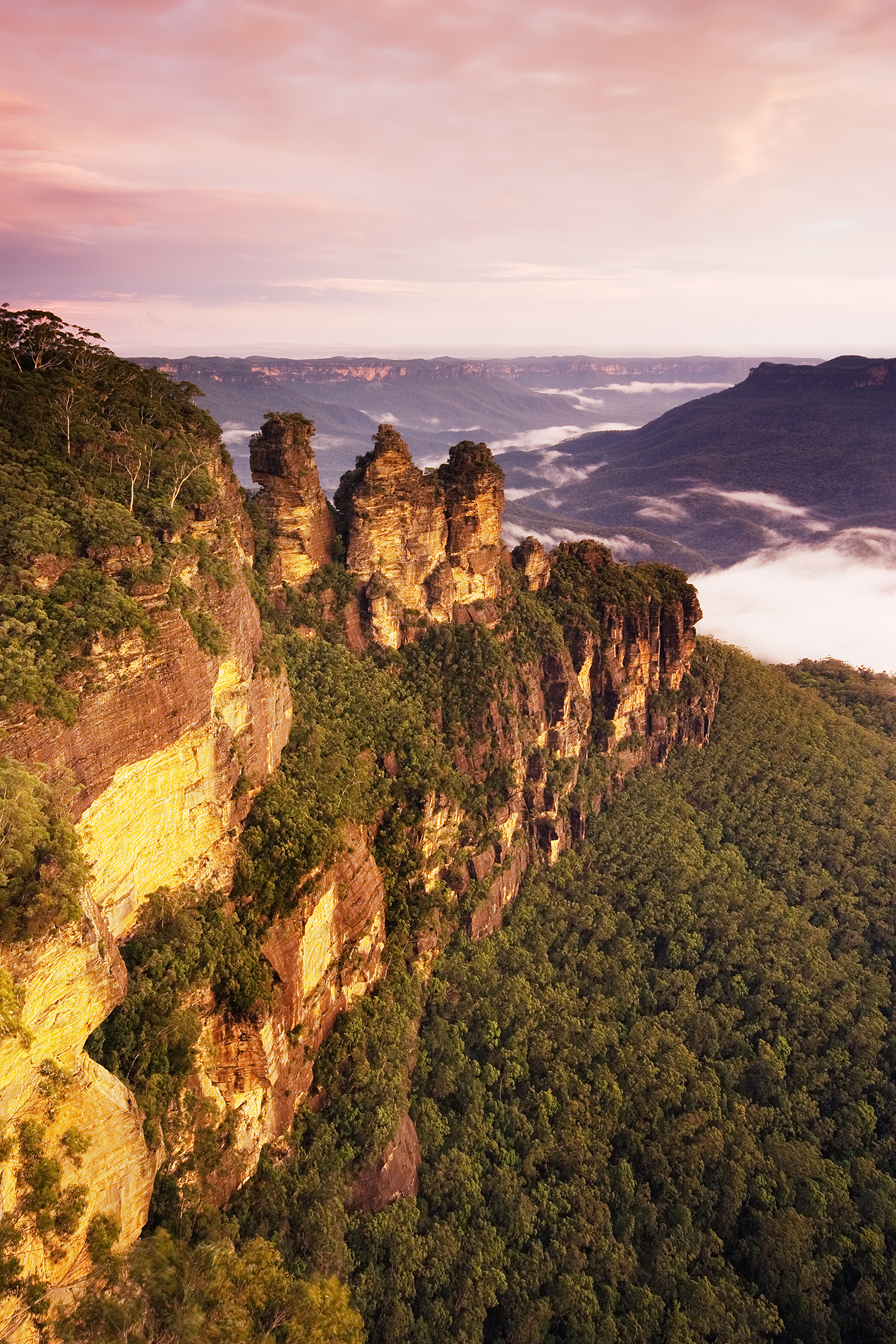
Las tres hermanas al atardecer

Las Tres Hermanas se formaron por la erosión de la tierra hace unos 200 millones de años durante el período Triásico, cuando la arenisca de las Montañas Azules fue erosionada con el tiempo por el viento, la lluvia y los ríos, lo que provocó que los acantilados que rodeaban el valle de Jamison se rompieran lentamente.
Cuando las Montañas Azules quedaron cubiertas por agua de mar, el océano transportó grandes cantidades de sedimentos que gradualmente se hundieron hasta el suelo en capas transversales. Estas capas crearon posteriormente lechos de roca y pizarra. Hace unos 200 millones de años, los volcanes entraron en erupción a través de las capas de carbón, arenisca y esquisto, formando las crestas y la forma de las Tres Hermanas.

## Leyenda aborigen

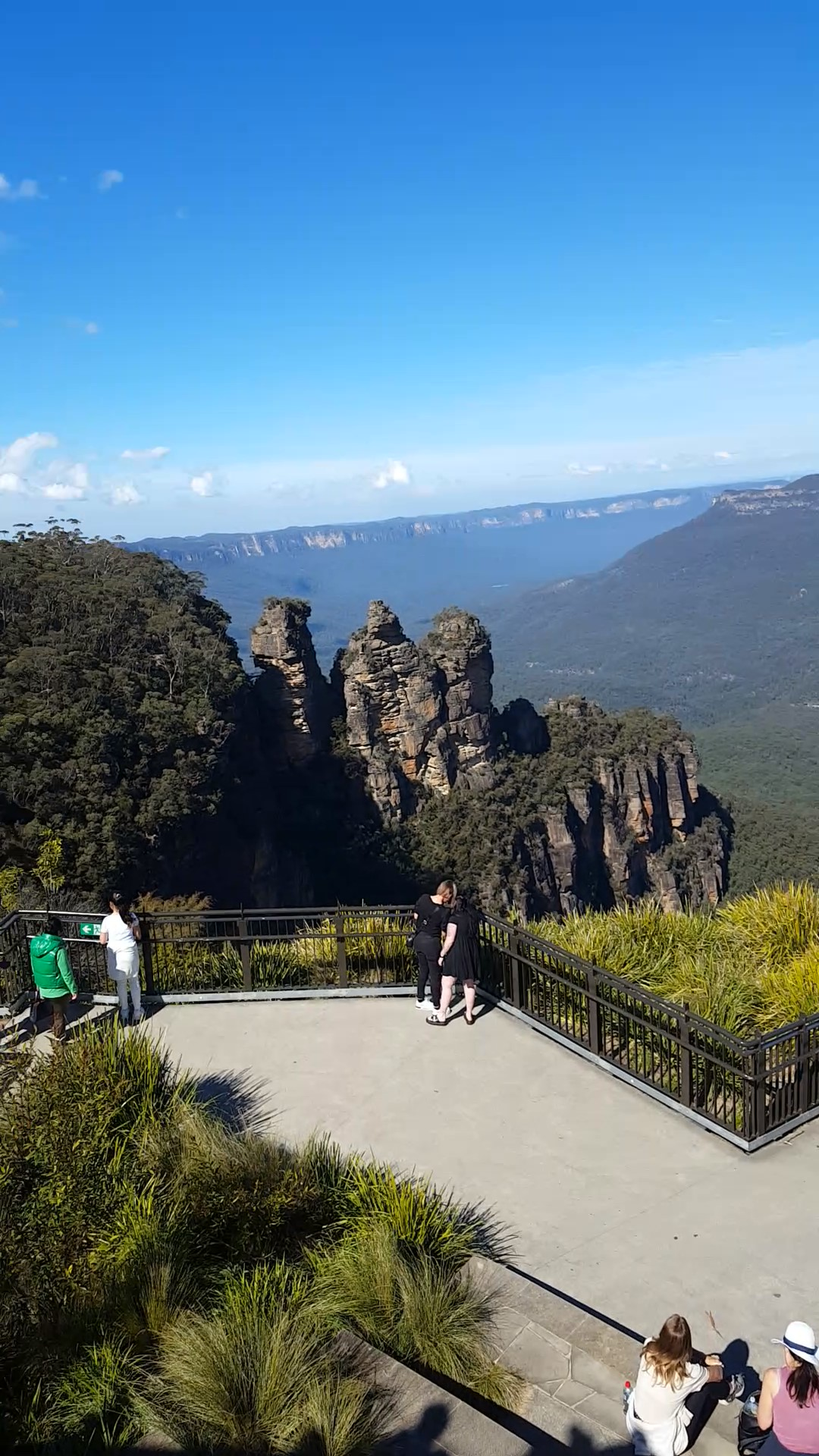
Tres Hermanas por la Mañana

La leyenda comúnmente contada sobre las Tres Hermanas es que tres hermanas, Wimalah, Meeni y Gunedoo, vivían en el valle de Jamison como miembros de la tribu Katoomba. Se enamoraron de tres hombres de la vecina tribu nepea, pero la ley tribal prohibía el matrimonio. Los hermanos no estaban contentos de aceptar esta ley y decidieron capturar a las tres hermanas. Se produjo una gran batalla tribal y un anciano convirtió a las hermanas en piedra para protegerlas, pero murió en la lucha y nadie más pudo hacerlas recuperar su naturaleza humana.
Se dice comúnmente que esta leyenda es una leyenda indígena australiana del sueño. Sin embargo, la leyenda, como se cuenta comúnmente, se remonta a Patricia Stone, una colegiala no indígena de 16 años, quien dio a las formaciones sus nombres "indígenas".
Los aborígenes nativos tradicionales, los Gundungurra, tienen una leyenda diferente que incluye la formación rocosa de las Hermanas.
Las Tres Hermanas fueron declaradas Lugar Aborigen en enero de 2014, lo que lo convierte en el lugar número 98 en Nueva Gales del Sur en ser declarado como tal.

## Escalera gigante
Desde el cercano Echo Point, un sendero para caminatas conduce a las Tres Hermanas y desciende hasta el fondo del valle a través de más de 800 escalones de acero y piedra en buen estado llamados "la Escalera Gigante". Luego, una caminata de 1,5 horas por el sendero Federal Pass conduce a la base de las cataratas Katoomba y al ferrocarril panorámico de Katoomba. Los caminantes que no quieran volver a subir a la cima pueden tomar el ferrocarril panorámico de regreso a la meseta pagando una tarifa.